# 朴壽吉
朴 壽吉（朴 寿吉、パク・スギル、朝鮮語: 박수길、1947年 - ）は、朝鮮民主主義人民共和国の政治家。内閣副総理、財政相、咸鏡北道人民委員会委員長、朝鮮労働党中央委員会委員などを歴任。

## 経歴
1947年にソ連統治下の平安南道で生まれた。1995年に咸鏡北道明川郡行政経済委員会委員長を経て、1997年に咸鏡北道行政経済員長に就任した。1998年に最高人民会議第10期代議員、咸鏡北道人民委員会委員長に選出された。2005年に金日成勲章を受賞した。2009年9月に人民委員長を退き、財政相、内閣副総理に就任した。2010年9月に開催された朝鮮労働党第3回党代表者会で、朝鮮労働党中央委員会委員に選出された。2012年4月に開催された最高人民会議第12期5次会議で、副総理を解任された。

## 参考サイト
북한정보포털
| 先代金完洙 | 財政相2009年 - 2012年 | 次代崔光鎮 |

| 先代 | 咸鏡北道人民委員会委員長1998年 - 2009年 | 次代韓興杓 |